# 1st Airborne Division

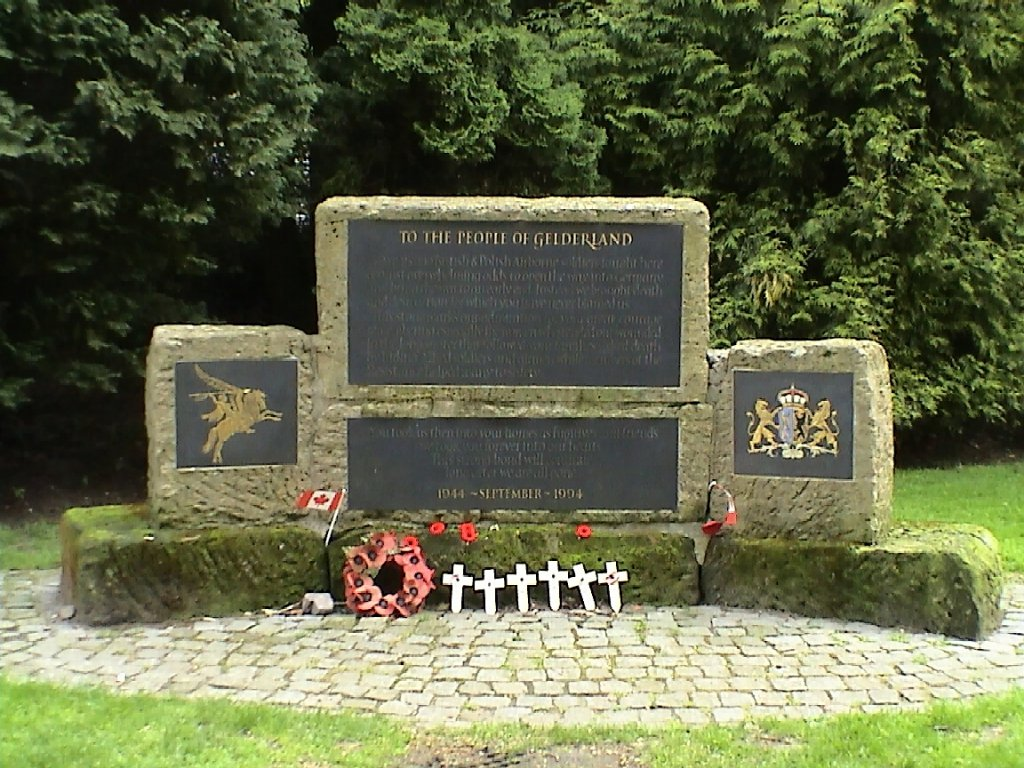
Denkmal der britischen 1. Luftlandedivision in Oosterbeek

Die 1st Airborne Division (deutsch 1. Luftlandedivision) war ein von 1941 bis 1945 bestehender Luftlandeverband der British Army, der im Zweiten Weltkrieg auf verschiedenen Kriegsschauplätzen zum Einsatz kam. Er wurde besonders durch seinen Einsatz während der Operation Market Garden 1944 bekannt.

## Geschichte

### Aufstellung und Einsätze im Mittelmeerraum bis 1943

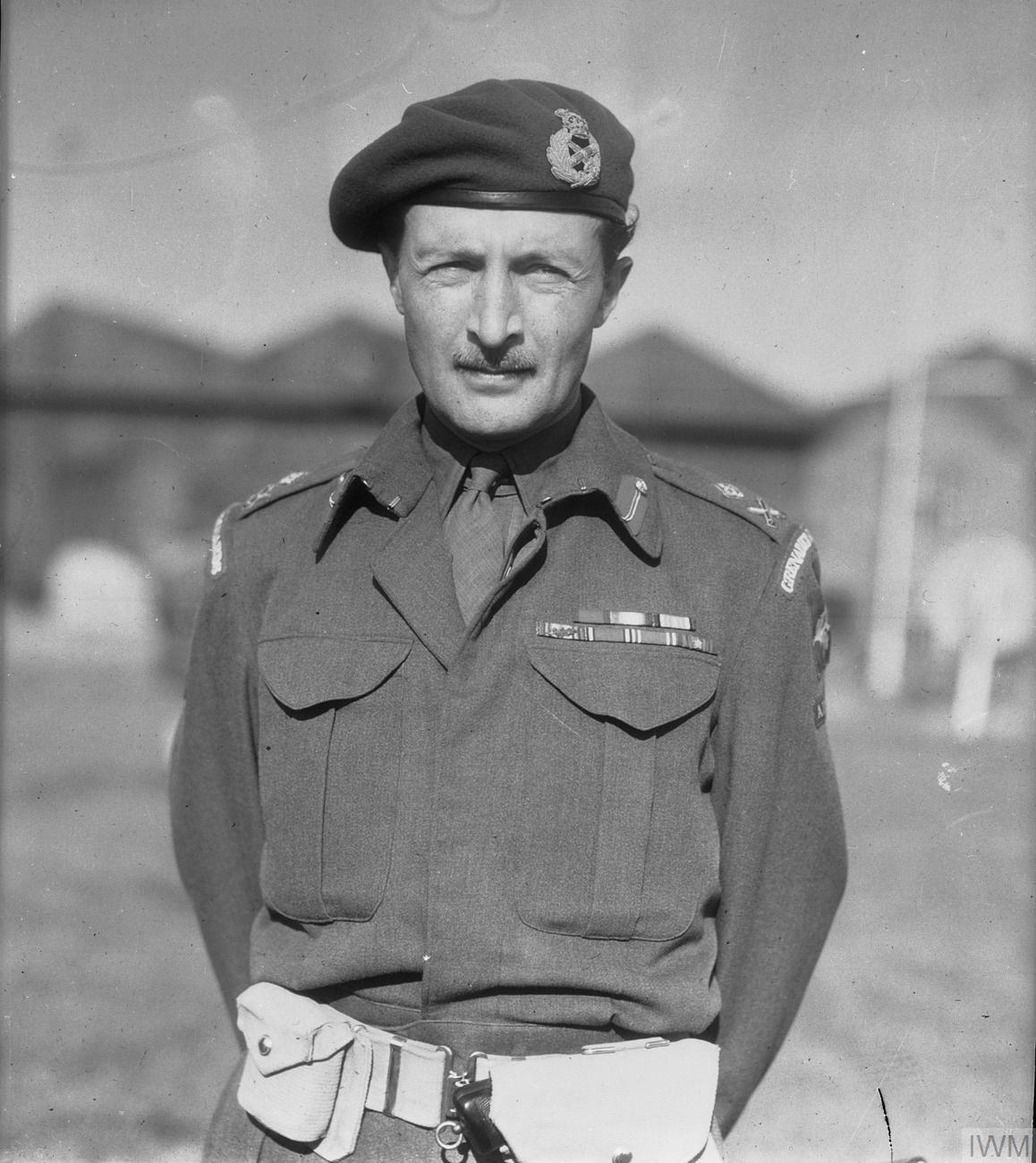
Generalmajor Frederick Browning

Die 1st Airborne Division wurde am 31. Oktober 1941 aufgestellt und unter das Kommando von Generalmajor Frederick Browning gestellt. Anfangs bestand sie aus einer Fallschirm- (1st Parachute Brigade) und einer Luftlandebrigade (1st Airlanding Brigade), ab Juli 1942 wurde sie durch die 2nd Parachute Brigade ergänzt und erreichte somit die volle Divisionsstärke.
Die 1st Parachute Brigade wurde im November 1942 nach Nordafrika verlegt, wo sie an der Operation Torch und dem anschließenden Tunesienfeldzug teilnahm. An ihre Stelle trat zeitweilig die 3rd Parachute Brigade. Am 1. Mai 1943 wurde der Rest der Division unter dem Kommando von Generalmajor George F. Hopkinson nach Nordafrika geflogen, wo sie sich wieder mit der 1st Parachute Brigade zusammenschloss. Die 3rd Parachute Brigade blieb zurück und bildete die Grundlage der 6th Airborne Division. Zusätzlich wurde der Division die in Ägypten aufgestellte 4th Parachute Brigade unterstellt.
Die 1st Airborne Division nahm im Juli 1943 an der Operation Husky, der Invasion Siziliens, teil, wobei aber nur die 1st Airlanding Brigade sowie die 1st Parachute Brigade in zwei unabhängigen Operationen (Operation Ladbroke und Fustian) zum Einsatz kamen. Beide Unternehmungen erwiesen sich aufgrund mangelnder Zusammenarbeit mit der Royal Air Force als kostspielige Fehlschläge und lösten diverse organisatorische Veränderungen aus.
Der nächste Einsatz der Division fand während der Invasion auf dem italienischen Festland im September 1943 statt. In der Operation Slapstick wurden am 9. September zwei Brigaden der Division von Kriegsschiffen der Royal Navy im Hafen von Tarent gelandet, später gefolgt vom Rest der Division. Nachdem sie den Hafen eingenommen hatten, rückten die Truppen weiter in das Landesinnere vor, und sicherten Bari und Brindisi sowie den Militärflugplatz Gioia del Colle. Der einzige nennenswerte Widerstand wurde von Teilen der deutschen 1. Fallschirmjäger-Division geleistet. Generalmajor Hopkinson fiel bei diesem Vormarsch, an seiner Stelle übernahm Brigadegeneral Ernest Down das Kommando. Nach der Teilnahme am Vormarsch der 8th Army auf Foggia wurde die Division aus der Front genommen und im November zurück nach England verlegt, wo sie mit der 6th Airborne Division zum I. Airborne Corps zusammengefasst wurde. Die 2nd Parachute Brigade verblieb als selbständiger Verband in Italien.

### Einsatz an der Westfront ab 1944

#### Landung in der Normandie und geplante Einsätze
Im Januar 1944 wurde Generalmajor Robert Urquhart Kommandeur der Division. Es folgte ein intensives Training in Vorbereitung auf die Operation Overlord, die Landung in der Normandie. Am D-Day wurde sie in Reserve gehalten, während die britische 6th Airborne Division im Rahmen der Operation Tonga über Frankreich absprang.
Am 2. August 1944 wurde die Division Teil der neugebildeten 1st Alliied Airborne Army unter dem Befehl des amerikanischen Generals Lewis H. Brereton. Zwischen der alliierten Landung in der Normandie und der Operation Market Garden in den Niederlanden wurden 17 Luftlande-Operationen für die 1st Airborne Division geplant, die aber alle aus verschiedensten Gründen gestrichen wurden – zumeist, weil die Bodeneinheiten so schnell vorstießen, dass die Operationen nicht mehr notwendig waren.

#### Arnheim

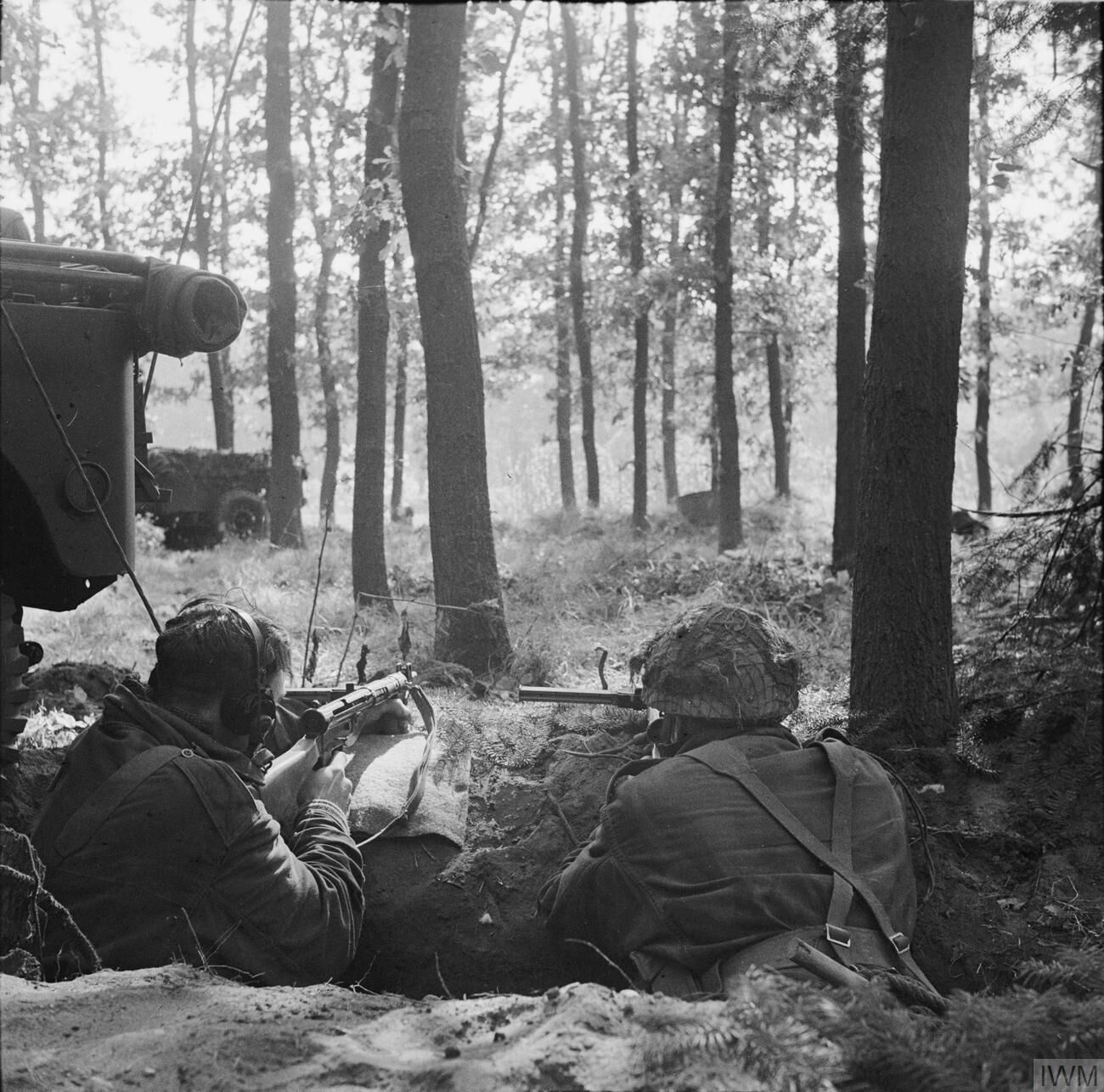
Britische Fallschirmtruppen bei Oosterbeek

In der Operation Market Garden wurde der 1st Airborne Division eine Schlüsselrolle zugeteilt. Der Befehl lautete, die Stadt Arnheim und die dortige Brücke über den Nederrijn zu halten, während das XXX. Corps der 2nd Army von Belgien vorrücken sollte. Ziel der Gesamtoperation, an der insgesamt drei alliierte Luftlandedivisionen teilnahmen, war es, schon im Jahr 1944 starke alliierte Kräften über den Rhein in die Norddeutsche Tiefebene vorrücken zu lassen. Als Verstärkungen für die 1st Airborne Division waren die polnische 1. Fallschirmjäger Brigade und die luftverlastbare 52nd (Lowland-)Division vorgesehen.
In der Planungsphase hatte General Urquhart um einen einfach zu verteidigenden, flachen Bereich gebeten, um seine Truppen zu landen. Obwohl einige Bereiche als Landepunkte geeignet schienen, wies jeder von ihnen Nachteile auf und die 1st Airborne Division war gezwungen, ungefähr 12 Kilometer von der zu haltenden Brücke entfernt zu landen. Diese Entscheidung widersprach den Erkenntnissen der Landungen in der Normandie und auf Sizilien, die gezeigt hatten, wie wichtig es ist, Luftlandetruppen so nah wie möglich bei ihren Zielen abzusetzen.
Auch hatten Aufklärungsflüge und der niederländische Widerstand einige deutsche Panzer im Wald nahe Arnheim entdeckt. Jedoch ignorierte das Alliierte Oberkommando diese Erkenntnisse mit der Begründung, dass diese Panzer nicht einsatzbereit seien. Tatsächlich waren die 9. und 10. SS-Panzerdivision, die bei den Rückzugsgefechten aus Frankreich schwere Verluste erlitten hatten, zur Auffrischung von der Front abgezogen worden, um in der vermeintlich ruhigen Gegend um Arnheim neu ausgerüstet und wieder personell aufgefüllt zu werden.
Um die Brücke schnell zu nehmen, war eine mit Jeeps ausgerüstete Einheit als Teil 1st Airborne Brigade abgesetzt worden. Nach der Landung konnte sich diese Einheit jedoch nur sehr langsam organisieren, und die Führungsfahrzeuge fuhren auf dem Weg nach Arnheim in einen Hinterhalt. Folglich musste die 1st Airborne Brigade zu Fuß auf Arnheim vorrücken. Wegen eines Mangels an Transportflugzeugen war auch nur die Hälfte der Abteilung am ersten Tag angekommen.
Die drei Bataillone der 1st Parachute Brigade wurden nach Arnheim entsandt, jedoch nur das 2nd Battailon war in der Lage, zur Brücke durchzukommen. Dieses Bataillon, geführt von Oberstleutnant John Frost, besetzte die Gebäude nahe der Brücke für den bevorstehenden Kampf.
Die Division unternahm verschiedene Versuche, Frost an der Brücke zu unterstützen, dank der Nähe zur Grenze konnte die deutsche Seite jedoch auf schnellen und regelmäßigen Nachschub zurückgreifen und in der Folge den Rest der Division von der Brücke und dem 2nd Battailon abdrängen. Am 20. September wurde der Entschluss gefasst, die Entsatzversuche für das 2nd Battailon einzustellen; das 1st Battailon bezog eine Verteidigungsstellung nahe Oosterbeek. Die Briten waren nördlich des Flusses gelandet, während das XXX. Corps vom Süden aus vorrückte. Man hoffte, dass das XXX. Corps, wenn es die Südseite des Flusses erreichen würde, das 2nd Battailon retten könne.
Frosts 700 Männer kämpften um ihr Leben und darum, die Brücke innerhalb der Stadt zu halten. Trotz aller Angriffe auf ihre Stellungen hielten die Briten stand. Am 21. September ging ihnen jedoch die Munition aus, und Frost kapitulierte schließlich. Seine Truppe hatte den Bereich um die Brücke drei Tage gehalten, in etwa die Zeitspanne, in der dieser Bereich durch die gesamte Division mit 10.000 Soldaten hätte gehalten werden sollen. Die 1st Airborne Division hatte ohne gepanzerte Einheiten gegen einen etwa vierfach überlegenen Gegner, der Artillerieunterstützung und Panzer zur Verfügung hatte, standgehalten.
Nachdem Versuche, die 1st Airborne Division durch die inzwischen südlich des Flusses gelandete polnische Fallschirmbrigade zu verstärken, gescheitert waren, wurde am 25. September die Aufgabe des Brückenkopfes beschlossen und der Rückzug der Division befohlen, obwohl Teile des XXX. Corps inzwischen den Fluss erreicht hatten. Die 2300 Überlebenden ließen Ärzte und Verwundete zurück und überschritten den Fluss.
Da weniger als 25 Prozent der Männer aus diesem Einsatz zurückkehrten, wurden keine weiteren Einsätze mehr für die Division vorgesehen.

### Einsatz in Norwegen 1945 und Auflösung
Unmittelbar nach der bedingungslosen Kapitulation der Wehrmacht am 8. Mai 1945 wurde die 1st Airborne Division nach Norwegen geflogen, um zusammen mit dem norwegischen Widerstand (Milorg) die dort noch befindlichen über 300.000 Wehrmachtsoldaten der 20. Gebirgs-Armee zu entwaffnen (Operation Doomsday).
Die Division kehrte im August 1945 ins Vereinigte Königreich zurück. Im November dieses Jahres wurde sie offiziell aufgelöst, wobei einige Teile in die 6th Airborne Division übernommen wurden.

## Kommandeure
- Major-General Frederick Browning (Aufstellung bis März 1943)
- Major-General George F. Hopkinson (März bis September 1943)
- Major-General Ernest Down (September 1943 bis Januar 1944)
- Major-General Robert Urquhart (Januar 1944 bis Auflösung)